# Oberhausen an der Nahe

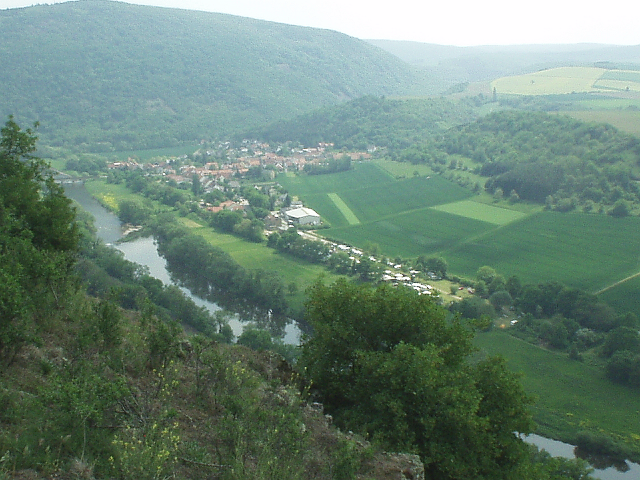
Oberhausen vanuit het noordwesten gezien

Oberhausen an der Nahe is een plaats in de Duitse deelstaat Rijnland-Palts, en maakt deel uit van de Landkreis Bad Kreuznach.
Oberhausen an der Nahe telt 366 inwoners.

## Bestuur
De plaats is een Ortsgemeinde en maakt deel uit van de Verbandsgemeinde Bad Münster am Stein-Ebernburg.

## Bezienswaardigheden
- Schmittenstollen, een voor het publiek toegankelijke kwikmijn,
- Luitpoldbrücke, een historische brug over de Nahe, uit 1889
- Oberhausen ligt aan de Nahe Weinstraße